# District de Munaily
Le  district de Munaily (en kazakh : Мұнайлы ауданы) est un district de l'oblys de Manguistaou au sud-ouest du Kazakhstan.

## Géographie
Son centre administratif est la ville de Manguistaou.

## Démographie
En 2013 le district a une population de 112 201 habitants.